# Canthidium macclevei
Canthidium macclevei là một loài bọ cánh cứng trong họ Bọ hung (Scarabaeidae).